# Montan- und Werksbahnmuseum Graz
| Montan- und Werksbahnmuseum Graz                                                                                              | Montan- und Werksbahnmuseum Graz |
| --- | -------------------------------- |
| Der zurzeit für die Öffentlichkeit geschlossene Lieferanteneingang an der Abzweigung der Weldenstraße von der Wickenburggasse |                                  |
| Streckenlänge: | 2 km                             |
| Spurweite: | 600 mm (Schmalspur)              |
| |                                  |

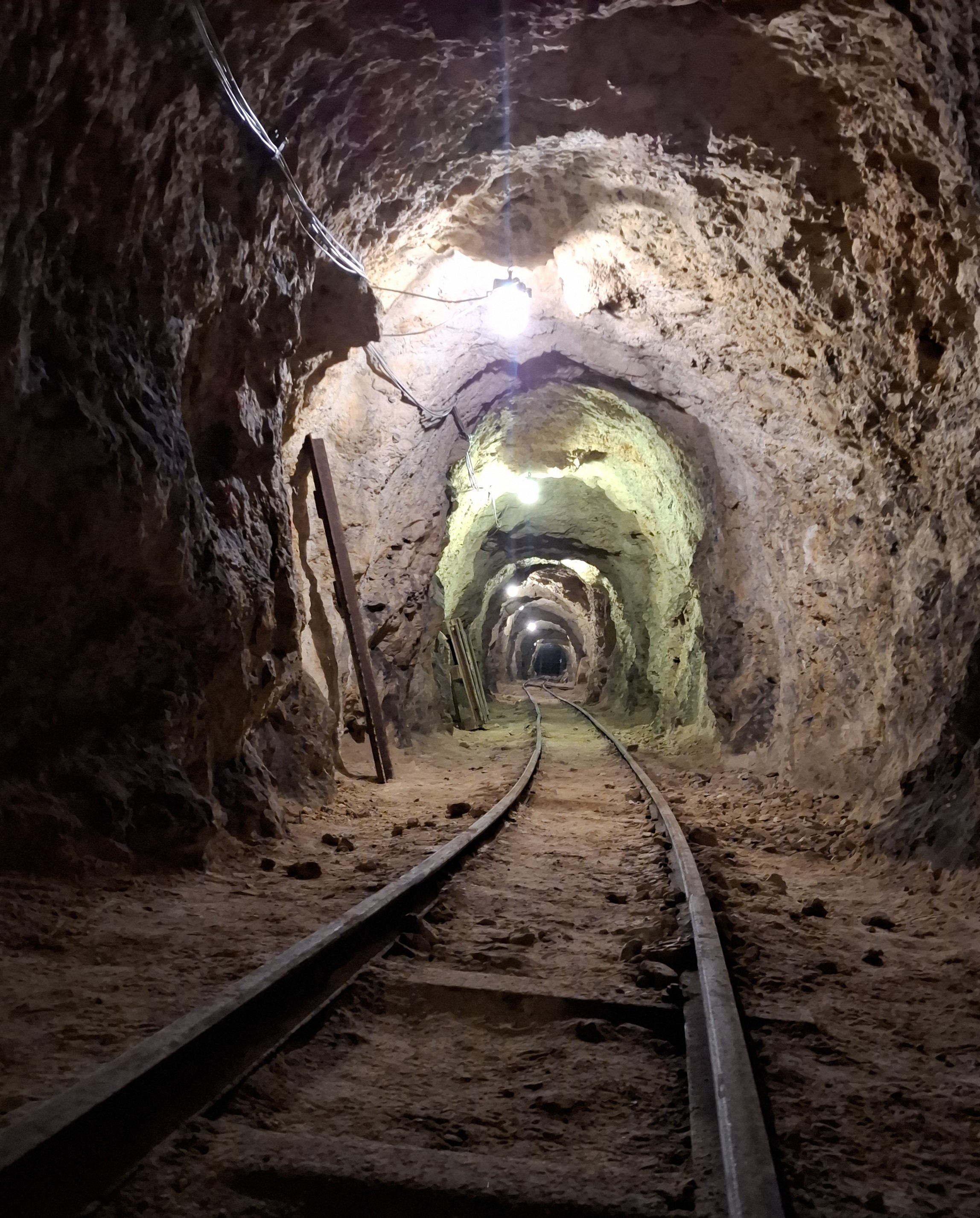
Einer der Gänge im Berg mit einem Gleis in 600 mm Schmalspur

Das Montan- und Werksbahnmuseum Graz (MWM) ist ein zurzeit nicht öffentlich zugängliches Eisenbahnmuseum in den Stollen des Grazer Schloßbergs mit einer unterirdischen Schmalspurbahn, die eine Spurweite von 600 mm hat.

## Lage
In den Stollen des Grazer Schloßbergs verläuft die mehrere Kilometer lange Schmalspurbahnstrecke des Montan- und Werksbahnmuseums Graz vom zurzeit für die Öffentlichkeit geschlossenen Eingang an der Abzweigung der Weldenstraße von der Wickenburggasse zum Ende der Grazer Märchenbahn. Diese ist teilweise durch einen Mittelleiter bzw. eine Oberleitung elektrifiziert und streckenweise zweigleisig. Auf einem Teil der Strecke fahren gelegentlich vom Verein Montan- und Werksbahnmuseum Graz seit 1984 gesammelte Schienenfahrzeuge. Es gibt dort mehr als 50 meist funktionstüchtige und teils ungewöhnliche und daher historisch wertvolle Lokomotiven und etwa 200 Loren, sowie Bergbau-Arbeitsgeräte, Schaltkästen, alte Telefone und Hinweisschilder in der Dunkelheit des Schloßbergstollens.
Wegen feuerpolizeilichen Auflagen, die nach der Brandkatastrophe der Gletscherbahn Kaprun vom 11. November 2000 erlassen wurden, ist das Montanmuseum bisher nicht öffentlich zugänglich.

## Geschichte
Während des Zweiten Weltkriegs dienten die seit 1937 angelegten Stollen des Grazer Schloßbergs ab 1943 für 40.000 Menschen als Zufluchtsort vor Luftangriffen. Das weitverzweigte 6,3 km lange Stollensystem mit 20 Eingängen bot den Bewohnern der Stadt Schutz.
In der Nachkriegszeit wurden die Luftschutzstollen zunächst nicht mehr genutzt, bis 1968 in einem Abschnitt des Stollensystems die erste Märchengrottenbahn eingerichtet wurde, die über einen Eingang in der Wickenburggasse zugänglich war. Diese wurde nach vorübergehender Schließung, Umspurung von 500 auf 600 mm Spurweite und Installation eines neuen Ausstellungskonzeptes am 14. November 2014 mit dem neuen Namen Grazer Märchenbahn mit Eingang über einen Stollen vom Schloßbergplatz her feierlich wiedereröffnet.

## Schienenfahrzeuge
Bei der unter Tage eingelagerten Schienenfahrzeugsammlung im Schlossberg handelt es sich um eine der größten und vielfältigsten dieser Art in ganz Europa. Sie umfasst ungefähr 50 Diesel-, Benzin-, Benzol-, Elektro-, Akku- und Pressluftloks sowie etwa 200 Waggons mit 600 mm Spurweite, die falls möglich in einem betriebsfähigen Zustand gehalten werden.

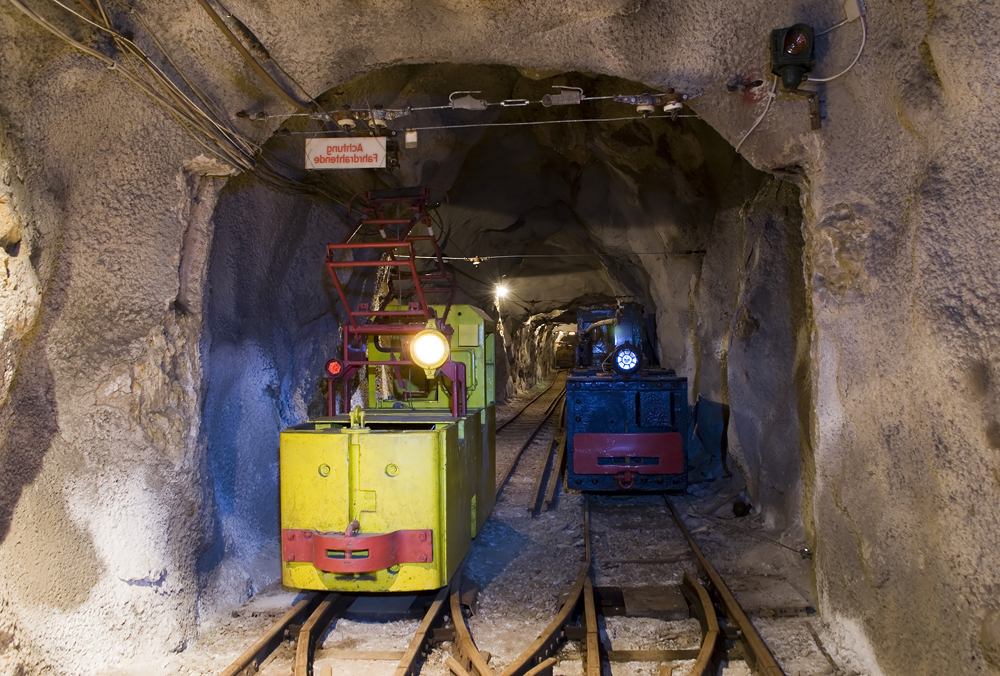
Wismut EL 30 neben der AEG Fahrdrahtlok

Eine besonders wichtige Rolle nehmen folgende fahrbereite Lokomotiven ein:
Elektrisch betrieben:
- EL 30, Fahrdrahtlok der Wismut AG
- FA 860, kombinierte Fahrdraht-Akkulok der Wismut AG (derzeit ohne betriebsfähige Akkus)
- B360, Akkulok der Wismut AG
- B660, Akkulok der Wismut AG
- Metallist, Akkulok der Wismut AG
- Fahrdrahtlok AEG 1910
- EL79, längste Akkulok auf 600 m Spurweite (derzeit ohne betriebsfähige Akkus)
- EL61 (derzeit ohne betriebsfähige Akkus)

Mit Kraftstoff betrieben:

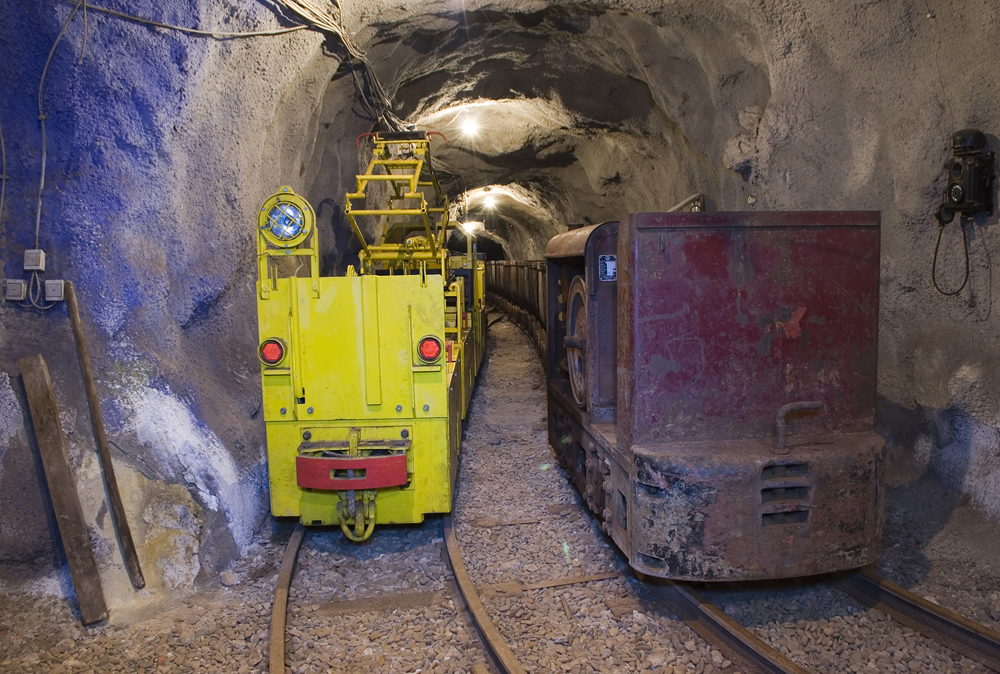
FA860 neben der JW20 mit Grubenhuntezug

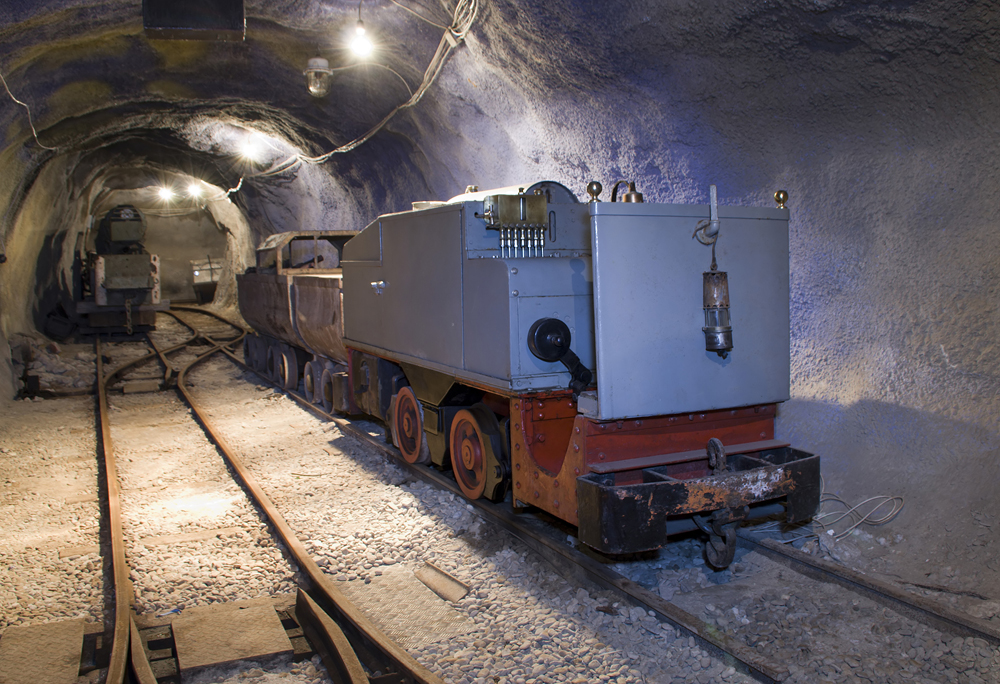
Betriebsfähige Deutz Benzollok des Typs CV 12

- CV 12, 3740/1918, Deutz Benzollokomotive
- JW 20, Diesellok der Jenbacher Werke
- JW 20G, Grubenausführung der JW 20
- JW 8
- Ruston

Sonstige Antriebe:
- Pressluftlok BVD35

Über ein Dreischienengleis besteht über eine geringe Länge auch eine zusätzliche Spurweite.

## Bildergalerie

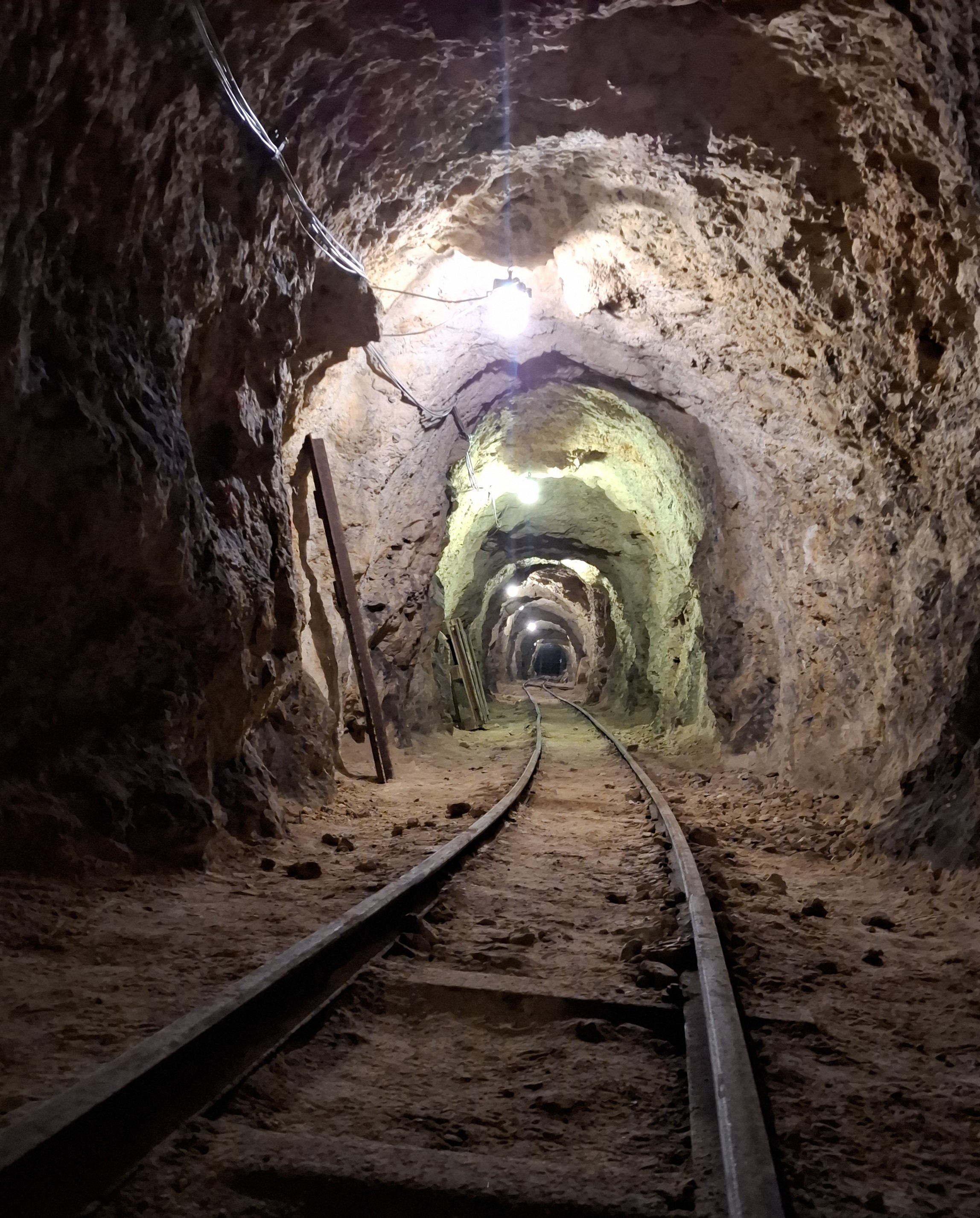
Einer der Gänge im Berg mit 600mm Schmalspur Schienen
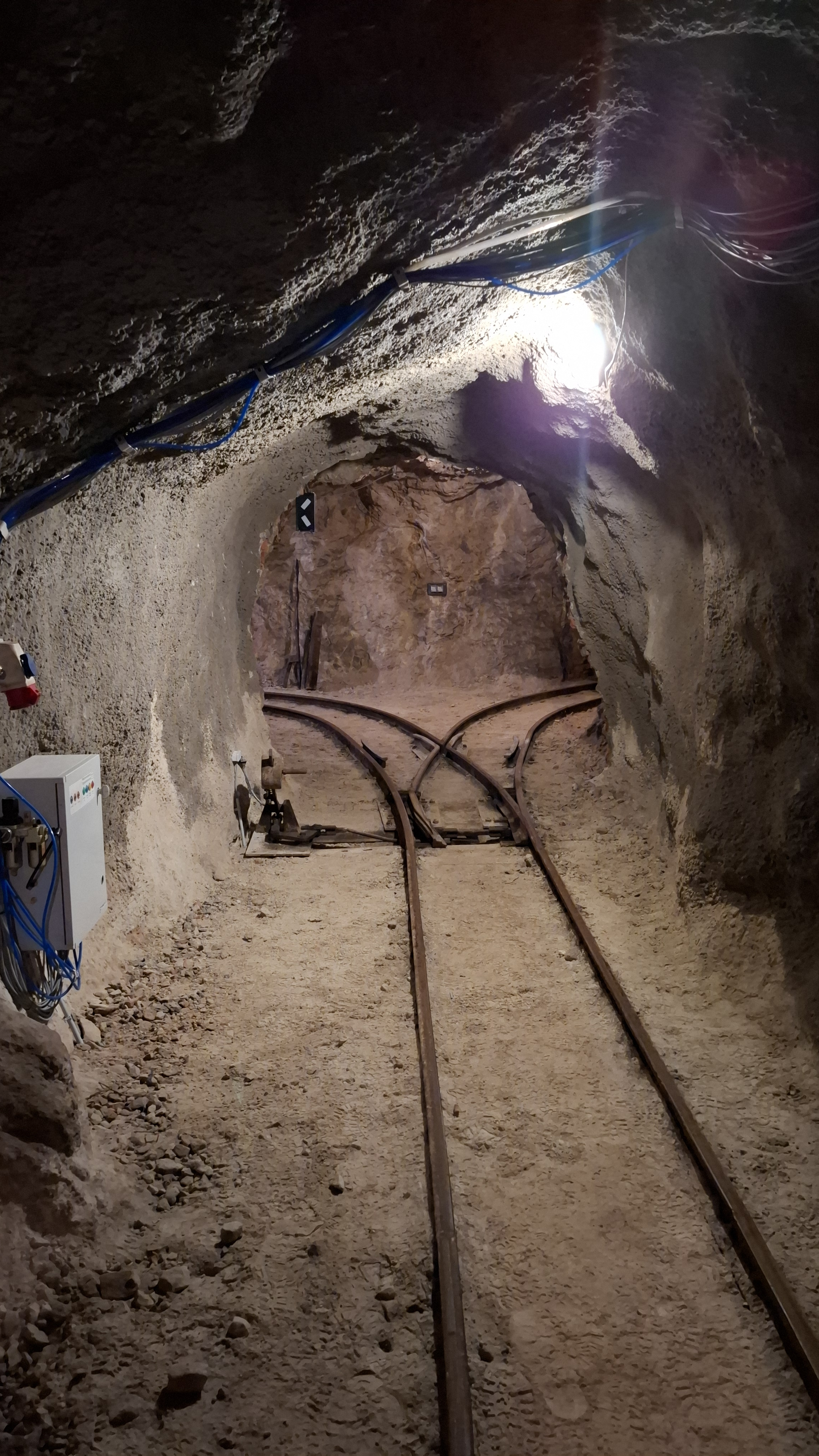
Weggabelung mit einer 600mm Schmalspur Weiche
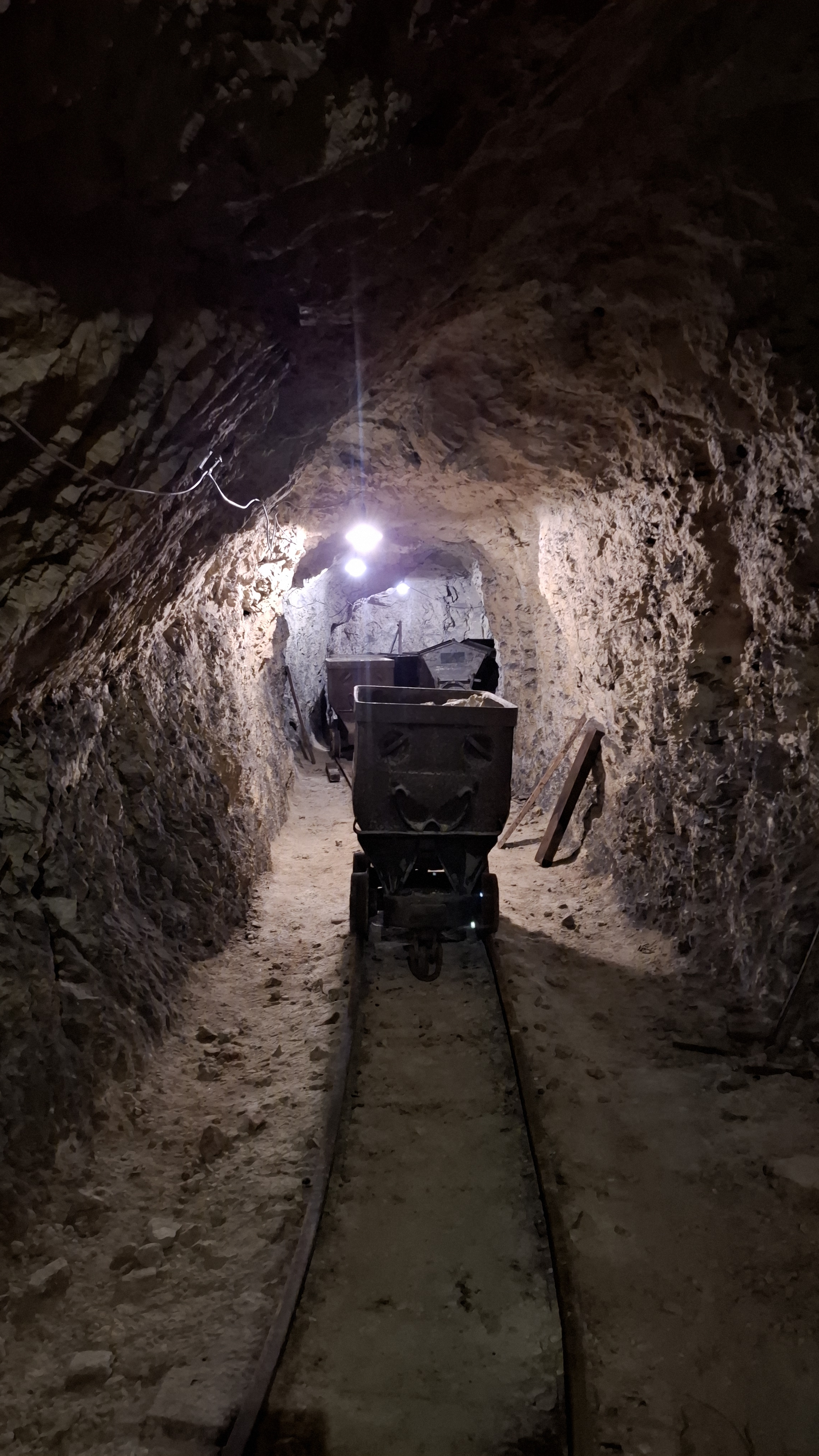
Ein Stollenstumpf
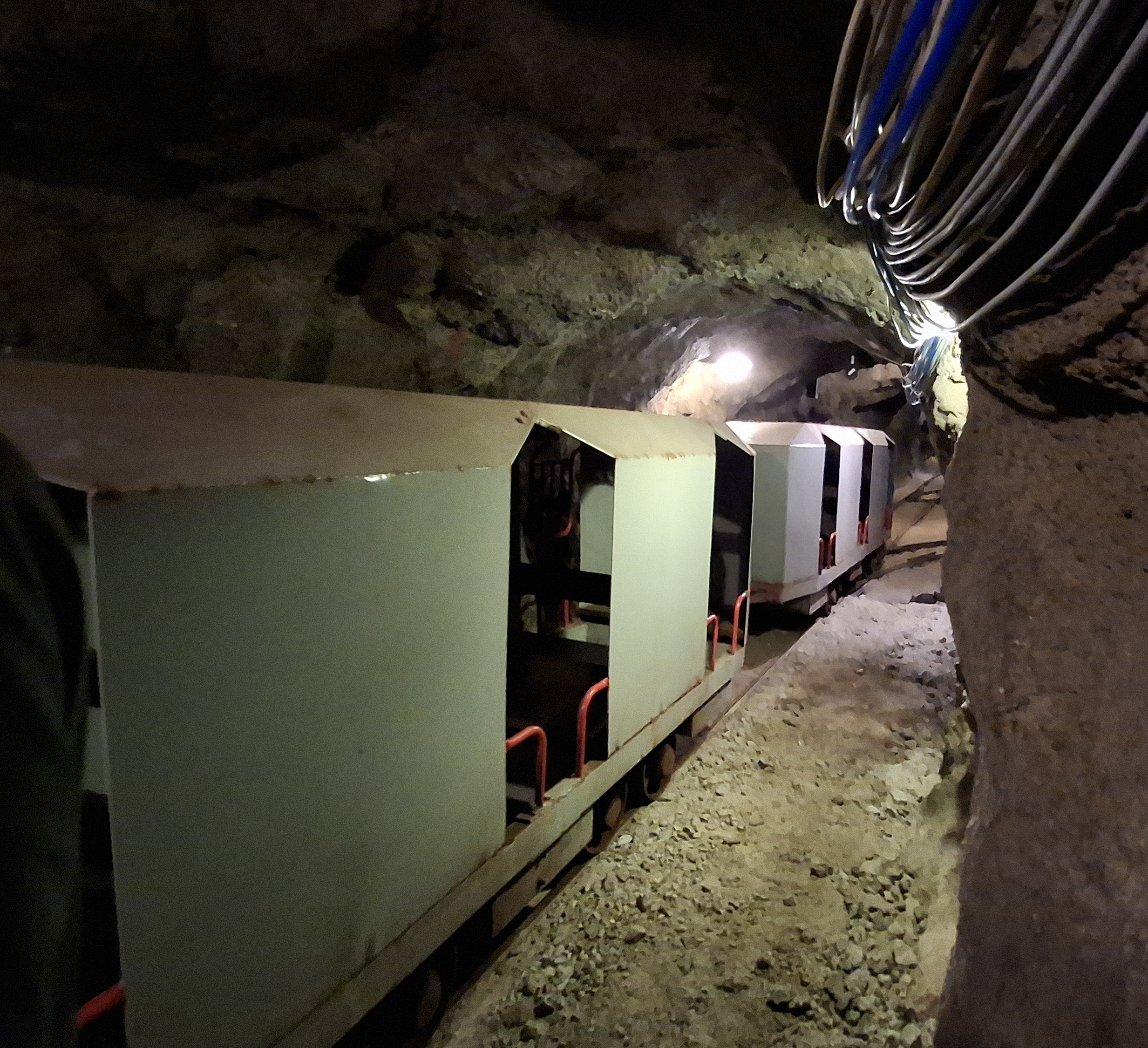
Die zum Transport in den Berg verwendeten Wagen
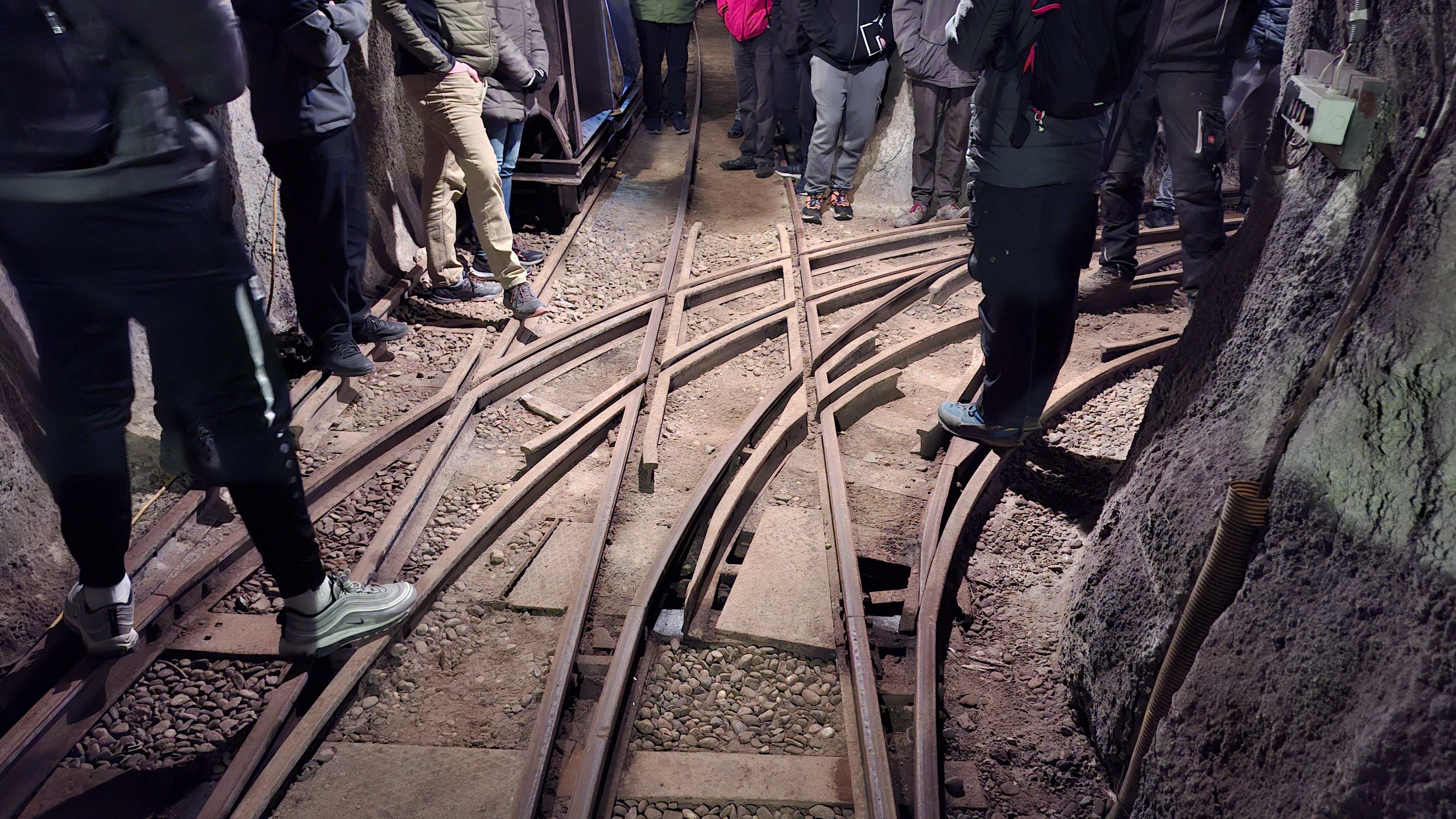
Vom Verein selbstgemachte Weiche mit 2 Spurweiten
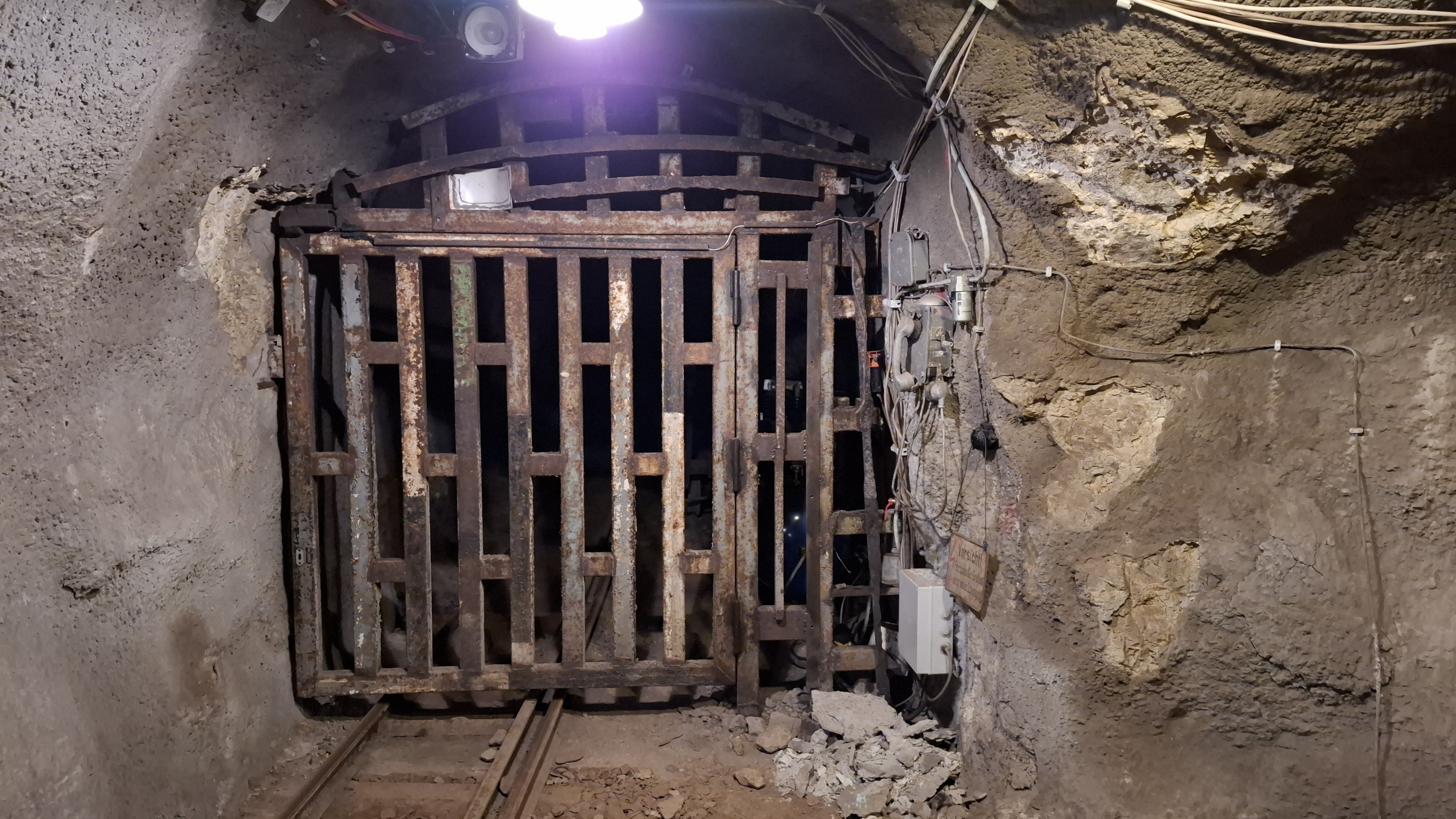
Tor zur Märchengrottenbahn